# Tripuhyite
La tripuhyite est un minéral antimoniate de fer de formule FeSbO4,,.

## Découverte et origine du nom
Le nom du minéral vient de la localité de Tripuhy, Ouro Preto, Minas Gerais, Brésil, où il a été découvert. Hussak et Prior ont d’abord décrit le minéral tripuhyite comme un oxyde de fer et d’antimoine, et lui ont attribué la composition Fe2Sb2O7. Lorsqu’un minéral de composition FeSbO4 a été découvert plus tard à Squaw Creek, au Nouveau-Mexique (États-Unis), il a été considéré à tort comme un nouveau minéral et on lui a donné le nom de squawcreekite. Cependant, d’autres études avaient montré que la tripuhyite d’origine était également FeSbO4. En 2002, la Commission on New Minerals and Mineral Names (CNMMN) de l’Association internationale de minéralogie (IMA) a approuvé la redéfinition de la tripuhyite en FeSbO4 et le déclassement de la squawcreekite.

## Structure cristalline
Le minéral présente la structure rutile, avec une maille élémentaire tétragonale. Les cations sont coordonnés octaédriquement aux anions oxygène, les octaèdres partageant les bords le long de la direction c. Les cations Fe(III) et Sb(V) sont répartis de manière désordonnée sur les sites octaédriques.